# Ghansko-tožská státní hranice

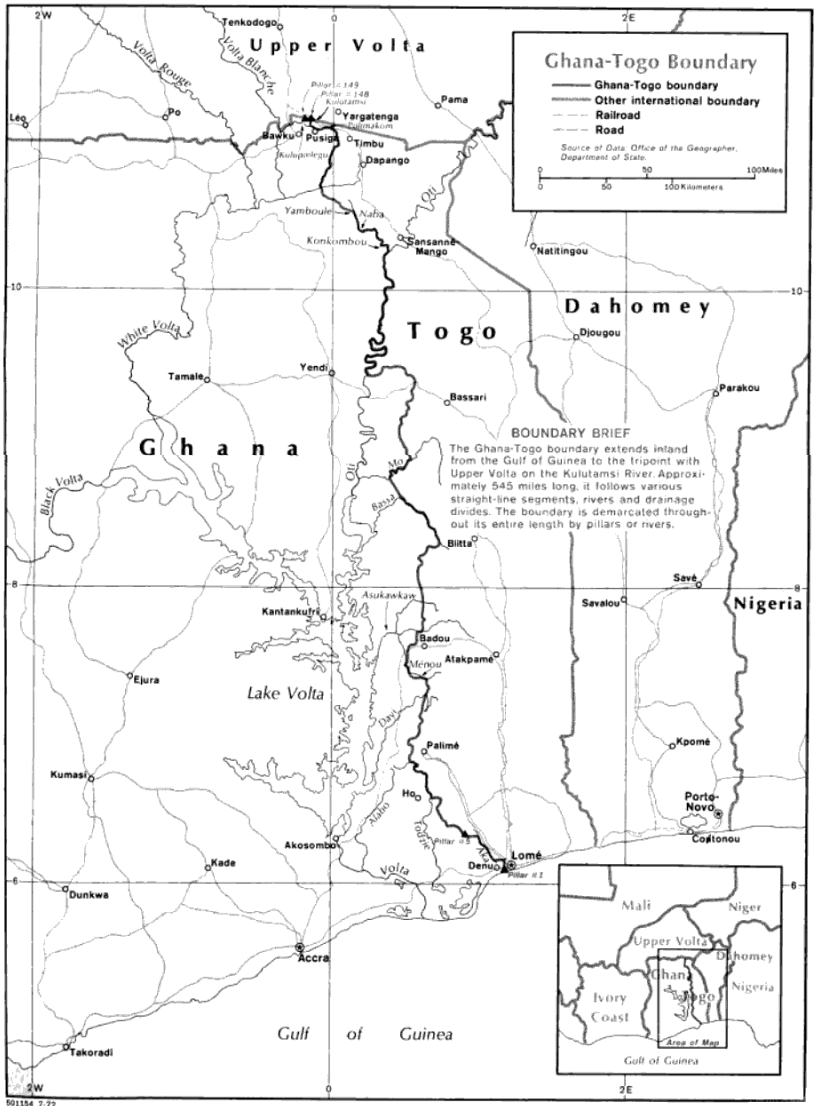
Ghansko-tožská státní hranice

Ghansko-tožská státní hranice je dlouhá 1 098 km a vede od trojmezí s Burkinou Faso na severu k Atlantskému oceánu na jihu.

## Popis
Hranice začíná na severu v trojmezí s Burkinou Fasou, poté se stáčí na východ a opět se téměř dotýká burkinafaské státní hranice, čímž vytváří kus tožského území téměř odděleného od většiny země. Dále se hranice stáčí na jih a postupuje souší dokud nedosáhne Bílé Volty. Před tím, než se stočí na jihovýchod, běží hranice podél této řeky. Poté využívá toků několika malých řek až nakonec dosáhne řeky Oti. Následně běží podél této řeky na jih, poté se stáčí na východ, kde sleduje tok jedné z jejich větví. Poté se hranice stočí na jih a po souši se táhne až k řece Mo. Po krátkém úseku, kdy sleduje tuto řeku, pokračuje hranice na jih po souši i podél několika malých toků. Nakonec končí na pobřeží Atlantského oceánu západně od hlavního města Toga, Lomé.
Poblíž státní hranice leží jak nejvyšší hora Toga, Mont Agou, tak nejvyšší hora Ghany, Mount Afadjato.

## Historie

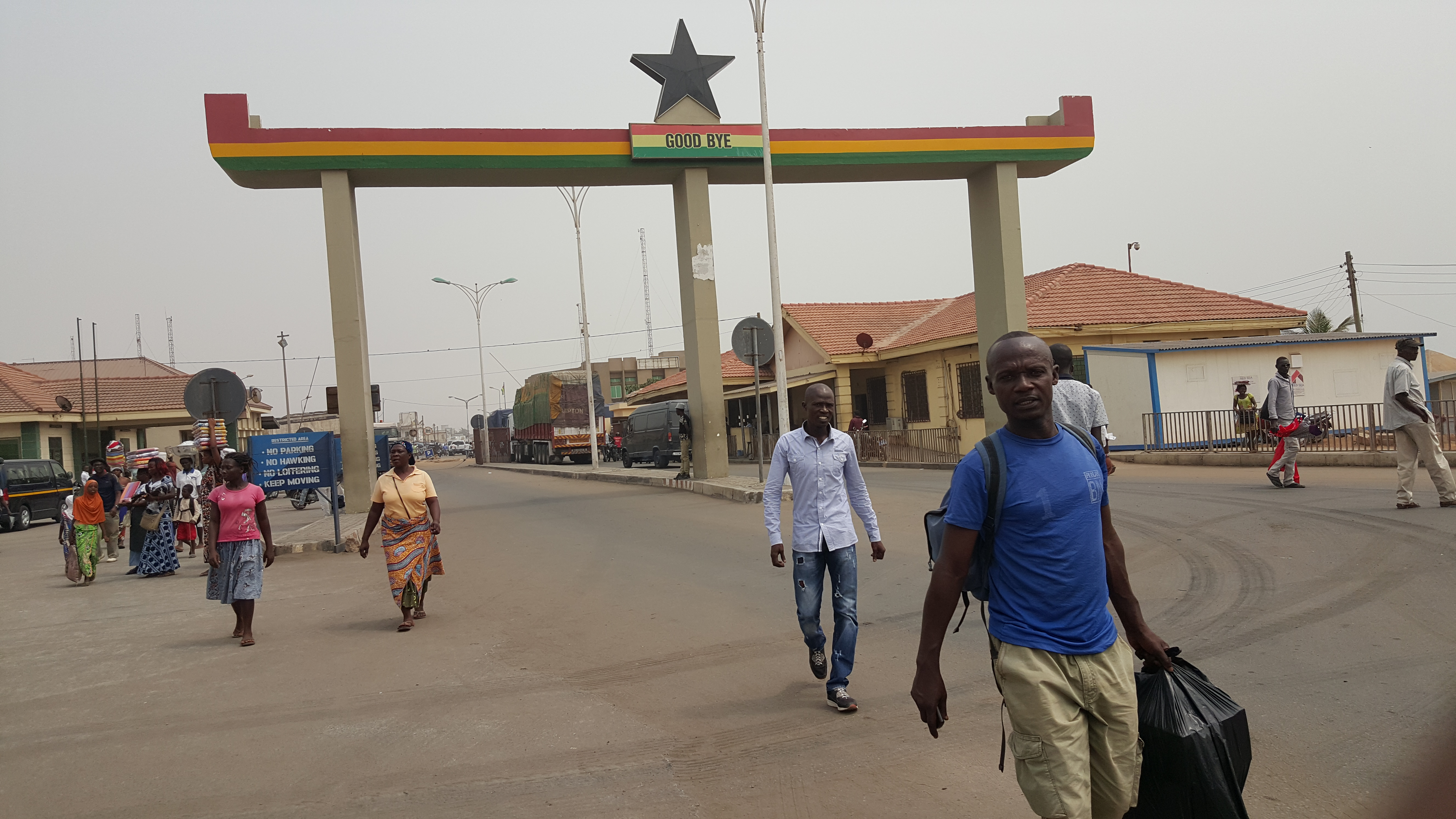
Hraniční přechod mezi Ghanou a Togem v Aflau

Evropané začali s průzkumem pobřeží Ghany, v té době označované jako Zlatonosné pobřeží, v 15. století. Pobřeží se stalo centrem různých obchodních sítí, zejména se zlatem a otroky. Obchodní stanice zde založilo Německo, Švédsko, Dánsko, Portugalsko i Nizozemsko. Spojené království také projevilo zájem o tento region a během 19. století se stalo dominující mocností, převzalo všechny konkurenční obchodní stanice a v roce 1867 oblast prohlásilo za kolonii Zlatonosné pobřeží. Britové postupně rozšířili svou nadvládu do vnitrozemí, kdy často čelili odporu místních království, jako byla například Ašantská říše. Severní oblast dnešní Ghany byla ke kolonii připojena roku 1901. V 80. letech 19. století došlo k silnému soupeření evropských mocností o území v Africe, známé jako závod o Afriku. Německo se začalo zajímat o africké území a v červenci 1884 podepsalo smlouvy s náčelníky podél pobřeží dnešního Toga. Německá kolonie byla pojmenována Togoland a postupně byla rozšiřována do vnitrozemí.
Počáteční hranice mezi nejjižnější částí území ležící západně od Lomé byla mezi Brity a Němci domluvena 14. července 1886. Následující rok byla rozšířena dále na sever k soutoku řek Volta a Daka. Tento úsek hranice byl poté podrobněji vymezen v rámci anglo-německé dohody z 1. července 1890. Dále na sever byla hranice prodloužena na základě vzájemné dohody ze 14. listopadu 1899. Celá hranice byla na papíře vymezena na konci roku 1901 a následně byla v letech 1901 až 1902 vyznačena i v reálu. Konečná podoba hranice byla schválena dne 25. června 1904.
Během první světové války byl německý Togoland dobyt spojenci a poté rozdělen na britské a francouzské mandátní území, a to podle mandátních hranic domluvených 10. července 1919. Nová hranice mezi oběma mandátními územími (odpovídající hranici dnešní Ghany a Toga) byla potvrzena mezi Británií a Francií dne 21. října 1929 po demarkačních pracích, které probíhaly v letech 1927 až 1929.
Podle plebiscitu byl Britský Togoland začleněn do kolonie Zlatonosné pobřeží v roce 1956. Tato kolonie následujícího roku získala nezávislost jako Ghana. I Francie v té době započala proces dekolonizace, který vyvrcholil udělením široké vnitřní autonomie každé africké kolonii v roce 1958 v rámci Francouzského společenství. Francouzský Togoland vyhlásil nezávislost dne 27. dubna 1960, čímž se hranice s Ghanou stala státní hranicí mezi dvěma suverénními státy. V 70. letech 20. století došlo po domluvě obou států k určité úpravě vytyčených hranic.